# Alfred E. Neuman
Alfred E. Neuman är en fiktiv tecknad person. Han lanserades 1955 som fast omslagsfigur på den amerikanska humortidningen Mad Magazine, efter att tidigare ha synts på omslaget till en samlingsvolym med återtryckt äldre material ur tidningen hösten innan. Därefter har han varit dess och dess internationella systertidningars (inklusive Svenska Mads) "maskot".

## Utseende
Personen ifråga har ett utseende – med utstående, lågt sittande öron och ett leende, alvlikt ansikte – som bär vissa likheter med personer som lider av Williams syndrom. Alfred E. Neuman har på ett eller annat sätt prytt nästan alla över 500 omslag till tidningen.
Alfred E. Neuman förekommer ofta tillsammans med sin berömda slogan: "Vadå – jag dyster?" (What, me worry?).

## Källhänvisningar
1. ↑  "Mad". NE.se. Läst 1 januari 2015.
2. ↑  Allen, Henry (2008-07-31): "Kids, It's the Doody Truth". Washingtonpost.com. Läst 1 januari 2015. (engelska)
3. ↑  ”"Totally MAD" Excerpt: Who is Alfred E. Neuman?”. Madmagazine.com, 2012-12-19. Läst 1 januari 2015. (engelska)